# Freccia Vallone femminile 2017
La Freccia Vallone femminile 2017, ventesima edizione della corsa e valida come settima prova dell'UCI Women's World Tour 2017, si svolse il 19 aprile 2017 su un percorso di 120 km, con partenza da Huy e arrivo al Muro di Huy, in Belgio. La vittoria fu appannaggio dell'olandese Anna van der Breggen, la quale completò il percorso in 3h21'06", alla media di 35,803 km/h, precedendo la britannica Elizabeth Deignan e la polacca Katarzyna Niewiadoma.
Sul traguardo del muro di Huy 105 cicliste, su 140 partite da Huy, portarono a termine la competizione.

## Percorso
L'edizione 2017, vide un percorso diverso da quello della edizione precedente: tra le differenze più significative vi fu l'assenza della Côte de Bohissau.

### Muri
| Numero | Nome                        | Chilometro | Lunghezza (m) | Pendenza media (%) |
| ------ | --------------------------- | ---------- | ------------- | ------------------ |
| 1      | Côte d'Ereffe               | 18         | 2100          | 5                  |
| 2      | Côte d'Amay                 | 76         | 1200          | 7,5                |
| 3      | Côte de Villers-le-Bouillet | 82,5       | 1200          | 7,5                |
| 4      | Muro di Huy                 | 91         | 1300          | 9,6                |
| 5      | Côte d'Ereffe               | 104        | 2100          | 5                  |
| 6      | Côte de Cherave             | 114,5      | 1300          | 8,1                |
| 7      | Muro di Huy                 | 120        | 1300          | 9,6                |

## Squadre e corridori partecipanti
| N.      | Cod. | Squadra                        |
| ------- | ---- | ------------------------------ |
| 1-6     | DLT  | Boels-Dolmans Cycling Team     |
| 11-16   | WM3  | WM3 Pro Cycling Team           |
| 21-26   | WHT  | Wiggle-High5                   |
| 31-36   | LPR  | Canyon-SRAM Racing             |
| 41-46   | ORS  | Orica-Scott                    |
| 51-56   | SER  | Servetto-Giusta                |
| 61-66   | LBL  | Lotto-Soudal Ladies            |
| 71-76   | CBT  | Cervélo-Bigla Pro Cycling Team |
| 81-86   | ALE  | ALÉ-Cipollini                  |
| 91-96   | BTC  | BTC City Ljubljana             |
| 101-106 | SUN  | Team Sunweb                    |
| 111-116 | HPU  | Hitec Products                 |

| N.      | Cod. | Squadra                         |
| ------- | ---- | ------------------------------- |
| 121-126 | BPK  | BePink-Cogeas                   |
| 131-136 | LWK  | Lensworld-Kuota                 |
| 141-146 | FRA  | Selezione Francia               |
| 151-156 | CPC  | Cylance Pro Cycling             |
| 161-166 | LWW  | Lares-Waowdeals Women           |
| 171-176 | SVG  | Sport Vlaanderen-Etixx          |
| 181-186 | ASA  | Astana Women's Team             |
| 191-196 | FUT  | FDJ Nouv.-Aquitaine Futuroscope |
| 201-206 | BPD  | Bizkaia-Durango                 |
| 211-216 | TVW  | Team VéloConcept Women          |
| 221-226 | MIC  | SC Michela Fanini Rox           |
| 231-236 | DRP  | Drops Cycling Team              |

## Resoconto degli eventi
La prima parte della corsa vide la fuga di quattro atlete (Anisha Vekemans, Katia Ragusa, Allie Dragoo e Sofie De Vuyst); il loro vantaggio massimo raggiunse tre minuti, quando le squadre delle favorite iniziarono a tirare per recuperare lo svantaggio. Sulla Côte d'Amay il quartetto si spaccò: in testa rimasero de Vuyst e Dragoo, mentre Ragusa e Vekemans vennero riassorbite dal gruppo. Sulla Côte de Villers-le-Bouillet, Ashleigh Moolman tentò l'allungo e agganciò le 2 battistrada; le 3 vennero riprese prima del primo passaggio sul Muro di Huy. Successivamente Marie Vilmann e Tetiana Riabchenko attaccarono e a venti chilometri dal traguardo ebbero fino a 40 secondi di vantaggio sul gruppo. Il secondo passaggio della Côte d'Ereffe provocò grande selezione nel gruppo e in discesa, attaccò Audrey Cordon-Ragot, ma venne subito ripresa. Sulla Côte de Cherave avvenne l'attacco decisivo: ci fu l'allungo di Katarzyna Niewiadoma, seguita da Anna van der Breggen ed Elizabeth Deignan. A tre chilometri dal traguardo, l'olandese s'involò in solitaria e vinse la terza Freccia consecutiva; la britannica Deignan e la polacca Niewiadoma, completarono il podio.

## Ordine d'arrivo (Top 10)
| Pos. | Corridore            | Squadra       | Tempo    |
| ---- | -------------------- | ------------- | -------- |
| 1    | Anna van der Breggen | Boels         | 3h21'06" |
| 2    | Elizabeth Deignan    | Boels         | a 16"    |
| 3    | Katarzyna Niewiadoma | WM3           | a 25"    |
| 4    | Annemiek van Vleuten | Orica-Scott   | a 43"    |
| 5    | Shara Gillow         | FDJ           | a 49"    |
| 6    | Ashleigh Moolman     | Cervélo-Bigla | a 54"    |
| 7    | Coryn Rivera         | Sunweb        | a 56"    |
| 8    | Janneke Ensing       | ALÉ-Cipollini | a 58"    |
| 9    | Katrin Garfoot       | Orica-Scott   | a 1'00"  |
| 10   | Flávia Oliveira      | Lares         | a 1'02"  |